# 인생은 향기로워
《인생은 향기로워》(영어: Life Is Sweet) 또는 《인생은 달콤해》는 1990년 영국의 코미디 영화이다. 마이크 리 감독의 세 번째 장편 영화로, 앨리슨 스테드먼, 짐 브로드벤트, 티머시 스폴, 클레어 스키너, 제인 호록스가 출연한다.
1992년 전미 비평가 협회에서 작품상, 여우주연상(앨리슨 스테드먼), 여우조연상을 수상했다.

## 줄거리
어느 날 여름, 런던 북부의 평범한 노동자 가정의 이야기가 펼쳐진다. 가족의 가장인 앤디는 어느 날 충동적으로 낡은 이동식 푸드 트럭을 구입하여 개조하려 한다. 앤디의 아내 웬디는 남편의 계획에 회의적이지만 그의 열정을 이해하려 한다. 쌍둥이 딸 내털리와 니콜라는 정반대의 반응을 보인다. 활발한 성격의 내털리는 아버지를 지지하지만, 내성적이고 냉소적인 니콜라는 아버지를 비난한다. 니콜라는 밤마다 폭식 후 구토를 반복하고, 이는 오랫동안 그녀를 지켜봐 온 내털리에게는 익숙한 모습이다.
한편, 가족의 친구인 오브리는 '후회는 없다'라는 뜻의 파리 테마 레스토랑을 오픈한다. 웬디는 파트타임 웨이트리스로 일하게 되지만, 레스토랑의 기괴한 인테리어와 실험적인 메뉴에 실망한다. 레스토랑 개업 첫날, 손님이 아무도 오지 않아 오브리는 술에 취해 난동을 부리고, 웬디는 그를 진정시키고 수습해야 한다. 같은 시각, 앤디는 술에 취해 푸드 트럭 안에서 잠이 들고, 웬디는 가족에게 화를 낸다.
내털리는 배관공으로 일하며 미국 여행을 꿈꾸는 반면, 니콜라는 점점 더 불안정해진다. 웬디는 니콜라와 대화를 시도하며 그녀의 행동에 대해 걱정을 표한다. 니콜라는 자존감이 낮고 가족들이 자신을 싫어한다고 생각하지만, 웬디는 오히려 니콜라를 깊이 사랑한다고 말한다. 힘든 대화 끝에 니콜라는 감정이 격해져 울음을 터뜨린다.
앤디는 직장에서 발목을 다치고, 웬디는 그를 돌본다. 웬디는 니콜라에게 가서 화해하고, 영화는 내털리와 니콜라가 평화롭게 정원에 앉아 대화를 나누는 모습으로 끝맺는다. 내털리는 니콜라에게 거식증에 대해 부모님께 이야기하라고 설득하며, 처음으로 도움을 받아들이는 니콜라의 모습이 비춰진다.

## 출연진
- 앨리슨 스테드먼 - 웬디
- 짐 브로드벤트 - 앤디
- 클레어 스키너 - 내털리
- 제인 호록스 - 니컬라
- 티머시 스폴 - 오브리